# Rivière des Français (cours d'eau)
Pour l’article homonyme, voir Rivière des Français.
La rivière des Français est un cours d'eau situé dans la province canadienne de l'Ontario. D'orientation est-ouest, elle traverse le Centre de l'Ontario entre le lac Nipissing et la baie Géorgienne.

## Géographie
La rivière des Français est un cours d'eau qui traverse le Centre de l'Ontario d'est en ouest entre le lac Nipissing et la baie Géorgienne coulant sur une distance d'environ 90 kilomètres.
Son lit sépare le district de Sudbury du district de Parry Sound. Elle est considérée comme formant la frontière entre le Nord de l'Ontario et le Sud de l'Ontario.

## Histoire
La rivière des Français a historiquement constitué un lieu de passage pour les Algonquins de la région.
Les Ojibwés nommèrent ce cours d'eau « Rivière des Français » en raison de la venue d'explorateurs français tels que Étienne Brûlé, Samuel de Champlain et Pierre-Esprit Radisson, suivis par les missionnaires, trappeurs et coureurs des bois canadiens-français. La rivière fut un passage obligé dans la traite des fourrures.
La rivière a donné son nom à la municipalité franco-ontarienne de Rivière des Français.
En 1986, la rivière des Français est le premier cours d'eau à être inscrit au Réseau des rivières du patrimoine canadien.